# Kaštelina
Kaštelina je otok v Jadranskem morju, ki pripada Hrvaški in je del kvarnerskih otokov ter se nahaja vzhodno od otoka Rab in zahodno od dalmatinske obale.
Upravno otok pripada občini Loparo, ki je v Primorsko-goranski županiji.
Na najbližji točki je otok Kaštelina oddaljen 10 km od celine. Nahaja se v Velebitskem kanalu, 100 m od vzhodne obale otoka Rab.
Kaštelina je podolgovat otok v obliki obrnjene črke L, ki jih skupaj z drugimi otočki in čermi brez imena ločuje zaliv Ćrnika od istoimenskega zaliva (Kaštelina). Na daljši strani meri 150 m, na krajši pa 65 m. Ima površino 0,0064 km², obala meri 414 metrov.
Blizu koncev otoka sta dva manjša otočka, v vodah v okolici jih je še več manjših, še zlasti v predelu z mejo na Rab.